# Venke Knutson
Venke Knutson Liodden (Birkeland, 20 oktober 1978) is een Noorse popzangeres en songwriter. Ze is vooral populair in haar eigen land.

## Biografie
Venke Knutson werd in het zuiden van Noorwegen, in het dorp Birkeland, geboren. Ze was de jongste van drie zussen, en kreeg haar inspiratie om te zingen door haar oudere zussen. Zij groeide op in een muzikale familie. Het gezin heeft enige tijd in Texas gewoond, waar de ouders werkten voor een kerk. Knutson zong onder andere in het kerkkoor. Bij terugkeer in Noorwegen ging Knutson naar de muziekopleiding van de Vågsbygd Skole.
In 1998 startte ze aan een lerarenopleiding in Oslo, waar ze als zangeres lid werd van diverse bandjes. Ze leerde in 2002 producent Jørn Dahl kennen. De muziek die Knutson en Dahl opnamen, leverde haar in 2003 een contract op bij Universal.
Knutson debuteerde in 2003 met haar single Panic, gevolgd door haar eerste album Scared en de singles Scared, Kiss en In2u. In 2005 kwam het vervolgalbum Places I Have Been uit, met daarop de singles Just a minute en When the Stars Go Blue, een duet met Kurt Nilsen.
In 2010 deed ze mee aan de Noorse voorronde van het Eurovisiesongfestival met het liedje Jealous 'Cause I Love You.
Ze wordt vaak in verband gebracht met een andere Noorse pop-/rockzangeres, namelijk Lene Marlin. Marlin scoorde buiten Noorwegen ook nog hits in Italië, Japan en Zwitserland.
Knutson heeft haar volledige albums zelf en met haar producer geschreven.

## Discografie

### Singles
- Panic (2003) Noorwegen #10
- Scared (2004) Noorwegen #10
- Kiss (2004)
- In2u (2004)
- Just A Minute (2005) Noorwegen #1
- When the Stars Go Blue (2006) Noorwegen #14
- Holiday (2007) Noorwegen #4
- Walk the Walk (2007) Noorwegen #5

### Albums
- Scared (2004) Noorwegen #5
- Places I Have Been (2005) Noorwegen #7
- Crush (2007) #14